# 2003년 LG 트윈스 시즌
2003년 LG 트윈스 시즌은 LG 트윈스가 KBO 리그에 참가한 14번째 시즌으로, MBC 청룡 시절까지 합하면 22번째 시즌이다. 1992~1996 시즌에 팀을 이끌었던 이광환 감독이 복귀하여 팀을 이끈 시즌이며, 이상훈이 주장을 맡았다. 팀은 이병규 김재현 등 부상자가 속출한 데다  차세대 거포로 기대했던 김상현은 하필 구단주가 야구장을 방문한 날   팀을 패배로 몰아넣는 초대형 실책을 범한 뒤 자신감을 잃고 부진에 빠졌다.
결국 팀 분위기는 무너졌으며 8팀 중 정규시즌 6위에 그쳐 포스트시즌 진출에 실패했고 이광환 감독은 남은 계약기간을 감안해   2군감독으로 자리를 옮겼다.

## 타이틀
- 아시아 야구 선수권 대회 3위: 이승호, 조인성
- 야구 월드컵 국가대표: 김용수(코치), 손지환
- 매직글러브: 조인성 (포수)
- 일구상 모범선수상: 이승호
- 코리아 베스트드레서 스포츠 부문상: 김재현
- 올스타 선발: 조인성 (포수), 류지현 (2루수), 박용택 (외야수), 이병규 (외야수)
- 올스타전 추천선수: 이승호
- 컴투스프로야구 벤치클리어링 라인업: 서승화 (중계투수)
- 출장(타자): 박용택 (133)
- 출장(야수): 박용택, 조인성 (132)
- 3루타: 박용택 (6)
- 선발등판: 이승호 (30)
- 세이브: 이상훈 (30)
- 이닝: 이승호 (191.2)
- 탈삼진: 이승호 (157)
- 퀄리티 스타트: 이승호 (20)
- 투구 수: 이승호 (3361)
- 피안타율: 이승호 (0.223)
- 견제 아웃: 조인성 (9)

### 퓨처스리그
- 북부리그 3루타: 추승우 (4)
- 북부리그 완투: 안병원 (1)
- 북부리그 세이브: 박용진 (7)

## 선수단
- 선발투수: 이승호, 김광삼, 최원호, 이병석, 정재복
- 구원투수: 전승남, 장문석, 이동현, 류택현, 성영재, 경헌호, 김광우, 김광수, 안병원, 신윤호, 장준관, 서승화
- 마무리투수: 이상훈, 박만채, 이경민, 김진유, 박용진
- 포수: 조인성, 김정민, 장재중
- 1루수: 홍현우, 최동수
- 2루수: 류지현, 손지환
- 유격수: 박경수, 안상준, 김우석, 권용관
- 3루수: 김상현, 이종열
- 좌익수: 박용택, 안치용
- 중견수: 이병규, 이대형, 최만호
- 우익수: 마르티네스, 알칸트라, 김재학
- 지명타자: 김재현, 김광희, 김용우, 윤현식, 김세중, 쿡슨, 심성보, 이일의, 추승우, 오태근, 허문회

## 여담
- 투수 서승화는 이 시즌 타석도 몇 차례 소화했는데, 8타수 3안타를 기록하여 KBO 리그 역대 투수 중 단일 시즌 최고 타격 WAR(0.14)을 기록했다.
- 이일의는 KBO 리그의 외국인 선수 제도로 입단하지 않은 용병 타자 중 단일 시즌 최소 출전 기록을 세웠다.
- 이상훈은 세이브 1위를 하고도 세이브포인트 개수에서 조웅천에 밀려 구원왕 수상에 실패했다. 이듬해부터는 세이브 개수만으로 구원왕을 선정하게 됨에 따라 이상훈은 세이브 1위를 하고도 구원왕 수상에 실패한 마지막 선수가 되었다.
- 안병원은 이 시즌을 끝으로 은퇴하여 KBO 리그 통산 1000이닝 미만 투수 중 통산 최다 타자 상대(4262명) 기록을 세웠다.
- 김광희는 이 시즌을 끝으로 은퇴하여 KBO 리그 사상 월요일 경기 통산 최고 장타율(3.000), 최고 OPS(4.000)를 기록한 선수가 되었다.

## 같이 보기
- 2004년 LG 트윈스 시즌